# Ghost Son
Ghost Son è un film del 2007, diretto da Lamberto Bava.
La trama ha non poche affinità con uno degli ultimi film girati da Mario Bava, Schock.

## Trama
Stacey e Mark sono giovani e profondamente innamorati. Vivono da soli nell'isolata fattoria di Mark, con l'unica compagnia di "misteriose" presenze che aleggiano nella zona. Accade però che Mark muore, ma Stacey è convinta che il suo amato non l'abbandonerà mai. Infatti, in sogno, Mark le compare e passano una notte d'amore appassionato. Ritornata alla realtà Stacey scopre di essere davvero incinta.
Dopo la nascita di Martin, per Stacey è l'inizio di un incubo infinito. La realtà si confonde con la fantasia e con i ricordi, in un interminabile turbinio di allucinazioni e sconvolgenti deliri. E intanto un incredibile sospetto si affaccia sulla sua coscienza: e se il bimbo che Stacey ha dato alla luce, fosse davvero il figlio di un fantasma?
Stacey scopre che l'anima di Mark è bloccata sulla terra da lei, dal suo troppo amore e che l'unico modo che lui conosce per averla ancora con sé è ucciderla e sta usando il loro figlio a tale scopo.
In un complesso finale Stacey riesce a salvare il suo bambino e anche l'anima di Mark mentendogli nel gridargli che non lo ama più e che anzi lo odia, lui così scompare trovando la pace.
Dieci anni dopo Stacey e Martin tornano in quella casa che avevano abbandonato e lei confessa di amare ancora Mark, di non aver mai smesso e che mai smetterà.